# جایزه بزرگ ابوظبی ۲۰۱۵
جایزه بزرگ ابوظبی ۲۰۱۵ (انگلیسی: ‎2015 Abu Dhabi Grand Prix‎) یک مسابقهٔ موتوری در رشتهٔ اتومبیل‌رانی فرمول یک بود که در تاریخ ۲۹ نوامبر ۲۰۱۵ در پیست یاس مارینا واقع در ابوظبی، امارات متحده عربی برگزار شد. این گراند پری در میان ۱۹ گراند پری در فصل ۲۰۱۵، مسابقهٔ شمارهٔ ۱۹ بود.
در این مسابقه که در ۵۵ دور و به مسافت ۳۰۵٫۳۵۵ کیلومتر (۱۸۹٫۷۳۹ مایل) برگزار شد، پول پوزیشن توسط نیکو رزبرگ کسب شد و سریع‌ترین زمان برای طی یک دور پیست که برابر با ۱:۴۴٫۵۱۷ بود نیز توسط لوئیز همیلتون به ثبت رسید.
نیکو رزبرگ از تیم مرسدس، لوئیز همیلتون از تیم مرسدس و کیمی رایکونن از تیم فراری به‌ترتیب مقام‌های اول تا سوم مسابقه را کسب کردند.

## رده‌بندی قهرمانی پس از مسابقه
|       | جایگاه | راننده        | امتیاز |
| ----- | ------ | ------------- | ------ |
|       | ۱      | لوئیز همیلتون | ۳۸۱    |
|       | ۲      | نیکو رزبرگ    | ۳۲۲    |
|       | ۳      | سباستیان فتل  | ۲۷۸    |
| ۱     | ۴      | کیمی رایکونن  | ۱۵۰    |
| ۱     | ۵      | والتری بوتاس  | ۱۳۶    |
| منبع: |        |               |        |

|       | جایگاه | سازنده            | امتیاز |
| ----- | ------ | ----------------- | ------ |
|       | ۱      | مرسدس             | ۷۰۳    |
|       | ۲      | فراری             | ۴۲۸    |
|       | ۳      | ویلیامز-مرسدس     | ۲۵۷    |
|       | ۴      | رد بول ریسینگ-رنو | ۱۸۷    |
|       | ۵      | فورس ایندیا-مرسدس | ۱۳۶    |
| منبع: |        |                   |        |

یادداشت
- تنها پنج جایگاه نخست از هر رده‌بندی نمایش داده شده‌است.